# Геллерт (гора)
Гéллерт (угор. Gellért-hegy) — гора (пагорб) в Будапешті (Угорщина) 235 м заввишки, з якої відкривається вид на Дунай. Є частиною 1-го та 11-го районів Будапешта.
Гора була названа на честь Герарда Угорського (угор. Sagredo Gellért) — католицького святого, просвітителя Угорщини, убитого язичниками. На її вершині знаходиться цитадель, з якої відкривається вид на обидва боки Дунаю.

## Історія

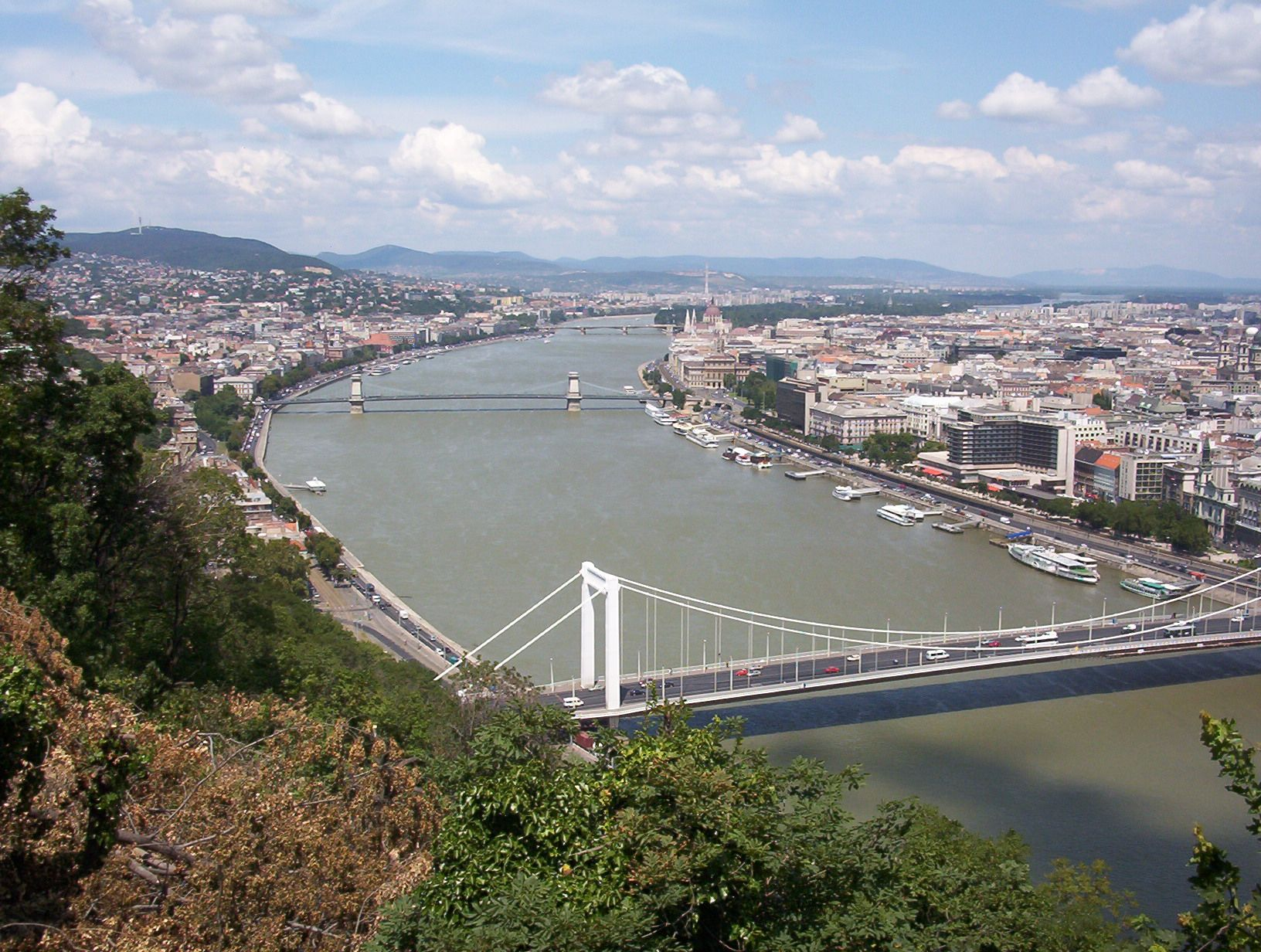
Вид на Будапешт з гори Геллерт

У XVIII столітті схили гори Геллерт були покриті виноградниками. Район Tabán біля підніжжя пагорба був важливим центром виноробства в Буді. За даними 1789 р., виноградниками були покриті 128 га на пагорбі (і лише тільки 7,62 га були використані як пасовища).
У XVIII столітті на вершині пагорба була побудована невелика кальварія, яка була відновлена близько 1820 року. У великодні понеділки регулярно відбувалися процесії: люди піднімалися по крутій дорозі, що веде до Кальварії, щоб відсвяткувати воскресіння Христа.
Цитадель була побудована після Угорського повстання 1848—1849 року правлячою династією Габсбургів, так як вона була головним, стратегічним об'єктом для обстрілу як Буди, так і Пешта у разі майбутнього повстання.